# HMS Vanguard (S28)
El HMS Vanguard (S28) (Her Majesty Ship Vanguard (S28)) es un submarino, líder de la clase Vanguard de la Marina Real británica, de la cual recibe el nombre, botado a la mar en el año 1992. Este buque tiene capacidad para 135 tripulantes, desplaza 15 980 toneladas, mide 150 metros de eslora y es uno de los cuatro submarinos de la Armada británica propulsados por un reactor atómico que lleva a bordo misiles balísticos Trident II D5, parte principal del sistema nuclear Trident.

## Historial operativo

### Abordaje en 2009
El 4 de febrero de 2009, este submarino colisionó en medio del océano Atlántico con el buque submarino nuclear francés Le Triomphant. A pesar de que, por un lado, ambos buques disponían de sosfiticados sistema de detección de navíos, también llevaban incorporados sendos sistemas antisonar de ultísima generación para evitar ser localizados. Los submarinos se abordaron a escasa velocidad y durante un breve periodo, y a pesar de que no causó heridos sí fueron cuantiosos los daños materiales.
Tras el accidente, fue remolcado hasta la base naval de Faslane en Escocia, a donde llegó el  14 de febrero de 2009.